# Stellenabbau
Mit Stellenabbau bezeichnet man die Verringerung der Arbeitsplatz-Anzahl. Diese unternehmerische Maßnahme muss nicht zwangsläufig durch Massenentlassungen geschehen, sondern wird – insbesondere mit Blick auf die soziale Verträglichkeit und die politisch-gesellschaftliche Akzeptanz – häufig durch natürliche Fluktuation umgesetzt. 
Unverständnis und Vorwürfe von „Gier“ und „Verantwortungslosigkeit“ erwecken Maßnahmen zum Stellen-Abbau insbesondere bei Gewerkschaften dann, wenn die wirtschaftliche Lage des Unternehmens noch so gut ist, dass Einschnitte beim Personal nicht erforderlich scheinen. Arbeitgeber hingegen rechtfertigen den Abbau, um strukturelle Probleme in Unternehmen zu überwinden.
Diese Diskussion flammte 2005 in Deutschland mehrfach auf, als große Unternehmen wie Continental AG oder die Deutsche Telekom Entlassungen ankündigten, obwohl ihre Geschäftszahlen positiv waren:
Von AEG bis Volkswagen haben deutsche Unternehmen Tausende Stellen gestrichen. Die Deutsche Bank meldete einen neuen Gewinnrekord und baute gleichzeitig 6.400 Stellen ab. [...]
So brachte das Jahr 2005 die bedrückende Erkenntnis, daß Unternehmen gute Gewinne erzielen und trotzdem Arbeitsplätze streichen - weil sie keine andere Wahl haben. Entlassungen entschuldigen sie mit dem Hinweis auf die Globalisierung. Die Kosten für Altersteilzeit und Frühverrentung überlassen sie zum Teil dem Staat.
Für das erste Quartal 2006 meldete das Statistische Bundesamt einen Rückgang der Beschäftigung um 1,3 Prozent bei einem Umsatzwachstum von 9,4 Prozent. 2007 haben die 30 größten im Dax vertretenen Konzerne trotz Gewinne ca. 44.000 Stellen netto abgebaut: Dem rechnerischen Stellenzuwachs von knapp 12.000 stand ein Verlust von mehr als 55.000 Stellen gegenüber. Im Zuge der Finanzkrise ab 2007 haben die 30 Dax-Konzerne weltweit rund 50.000 Stellen abgebaut, davon 30.000 in Deutschland.
Die äußerste Form des Stellenabbaus ist die Schließung eines Betriebes. So wurde etwa die Molkerei Müllermilch dafür kritisiert, dass sie ihre Produktion nach Osten verlagerte und dafür ganze Standorte aufgab. Der Vorwurf des Subventionsbetruges wurde auch 2008 wieder erhoben im Zusammenhang mit dem Nokia-Werk Bochum, dessen Produktion nach Rumänien verlagert wird.
Als positives Gegenbeispiel wird häufig Trigema angeführt, deren Inhaber Wolfgang Grupp in Interviews erklärt, dass es in seinem Unternehmen seit über 35 Jahren keine Entlassungen aus Arbeitsmangel gab. 
Die Auswirkung von Stellenabbau auf den Kapitalmarkt bzw. den Börsenkurs des ankündigenden Unternehmens ist abhängig von der jeweiligen Ursache. So wird Personalabbau infolge eines Nachfragerückgangs negativ bewertet, wohingegen Restrukturierungen und die Hebung von Synergien nach Fusionen und Übernahmen eher positive abnormale Kursauschläge zur Folge haben. Studien zeigen, dass die Ankündigung von Personalabbau ungeachtet der genauen Ursache mehrheitlich negative Effekte auf den Börsenkurs haben, sofern diese überhaupt statistisch signifikant sind.